# The Moon Song
«The Moon Song» es una canción del largometraje Her de 2013, con música compuesta por Karen Orzolek (Karen O) y letra de Orzolek y Spike Jonze. Interpretada por O durante los créditos finales de la película, la canción también fue interpretada por los personajes principales de la película, Samantha (Scarlett Johansson) y Theodore (Joaquin Phoenix). Un sencillo digital que contiene las tres versiones de la canción fue lanzado el 11 de febrero de 2014 por WaterTower Music.
En enero de 2014, la canción fue nominada a Mejor Canción Original en los 86 Premios de la Academia, pero perdió ante "Let It Go" de Frozen. O interpretó la canción en la ceremonia acompañada por Ezra Koenig a la guitarra el 2 de marzo de 2014. En diciembre de 2014, la canción fue nominada a Mejor canción escrita para medios visuales en la 57.ª edición de los Premios Grammy, pero una vez más perdió ante "Let It Go".

## Listado de pistas
| Digital single – "The Moon Song: Music from and Inspired by the Motion Picture Her" |                                         |                                      |          |  |
| N.º                                                                                 | Título                                  | Performer(s)                         | Duración |  |
| 1.                                                                                  | «"The Moon Song" (studio version duet)» | Karen O & Ezra Koenig                | 3:05     |  |
| 2.                                                                                  | «"The Moon Song" (end title credit)»    | Karen O & Spike Jonze                | 2:26     |  |
| 3.                                                                                  | «"The Moon Song" (film version)»        | Scarlett Johansson & Joaquin Phoenix |          |  |
| 7:21                                                                                |                                         |                                      |          |  |

## Gráfico
| Gráfico (2014)                                | Posición |
| --------------------------------------------- | -------- |
| Francia (SNEP)                                | 194      |
| Mexico Ingles Airplay (Billboard)             | 34       |
| US Alternative Digital Song Sales (Billboard) | 15       |
| Billboardrocksongs                            | 27       |